# Tom Kiely
Thomas "Tom" Francis Kiely (25. srpna 1869, Ballyneale – 6. listopadu 1951, Dublin) byl irský atlet startující za Velkou Británii, olympijský vítěz v desetiboji v roce 1904.

## Sportovní kariéra
Věnoval se řadě atletických disciplín – trojskoku, překážkovým sprintům i hodu kladivem. Startoval na olympiádě v St. Louis v roce 1904. Americkým pořadatelům se deklaroval jako irský závodník. Vzhledem k tomu, že v té době nebylo Irsko nezávislé, je uváděn v oficiálních dokumentech jako závodník Velké Británie. Nastoupil v závodě all around, předchůdci dnešního desetiboje. Šlo o deset disciplín, které se absolvovaly během jednoho dne: běh na 100 yardů (zde se Kiely umístil šestý), vrh koulí (3. místo), skok do výšky (5. místo), chůze na 880 yardů (1. místo), hod kladivem (1. místo), skok o tyči (5. místo), běh na 120 yardů přes překážky (1. místo), hod břemenem (1. místo), skok do dálky (2. místo), běh na jednu míli (4. místo). Hodnotil se součet umístění. Kiely dosáhl počtu 29 a celkově zvítězil s náskokem 120 bodů před druhým v pořadí.
Po skončení sportovní kariéry se věnoval práci na farmě ve svém rodišti.